# Androglossini
Androglossini es una tribu de aves psitaciformes perteneciente a la familia Psittacidae, cuyos miembros habitan en la región neotropical. Es una de las dos tribus de la subfamilia Arinae, junto a Arini.

## Géneros
La tribu contiene siete géneros:
- Pionopsitta;
- Triclaria;
- Pyrilia;
- Graydidascalus;
- Alipiopsitta;
- Pionus;
- Amazona.